# Crab (jednotka)
Crab je astrofotometrická jednotka pro měření intenzity rentgenových zdrojů ve vesmíru. Jméno je odvozeno od Krabí mlhoviny (anglicky Crab Nebula) a 1 Crab je jednoduše definován jako intenzita Krabí mlhoviny na odpovídající energii.
Krabí mlhovina je velmi intenzivní rentgenový zdroj. Její použití jako etalonu zjednodušuje proces kalibrace přístroje pro detekci rentgenového záření v kosmu. Protože intenzita vyzařování Krabí mlhoviny je různá na různých energiích, převod jednotky Crab na ostatní jednotky závisí na energii rentgenových fotonů. V oblasti energií 2 až 10 keV platí, že 1 Crab = 2,4×10−8 erg cm−2 s−1 = 15 keV cm−2 s−1 = 2,4×10−11 W m−2.
Často se místo jednotky Crab používá menší jednotka mCrab = miliCrab = 1/1000 Crab.